# Liegender Frauenakt auf weißem Kissen (Modigliani)

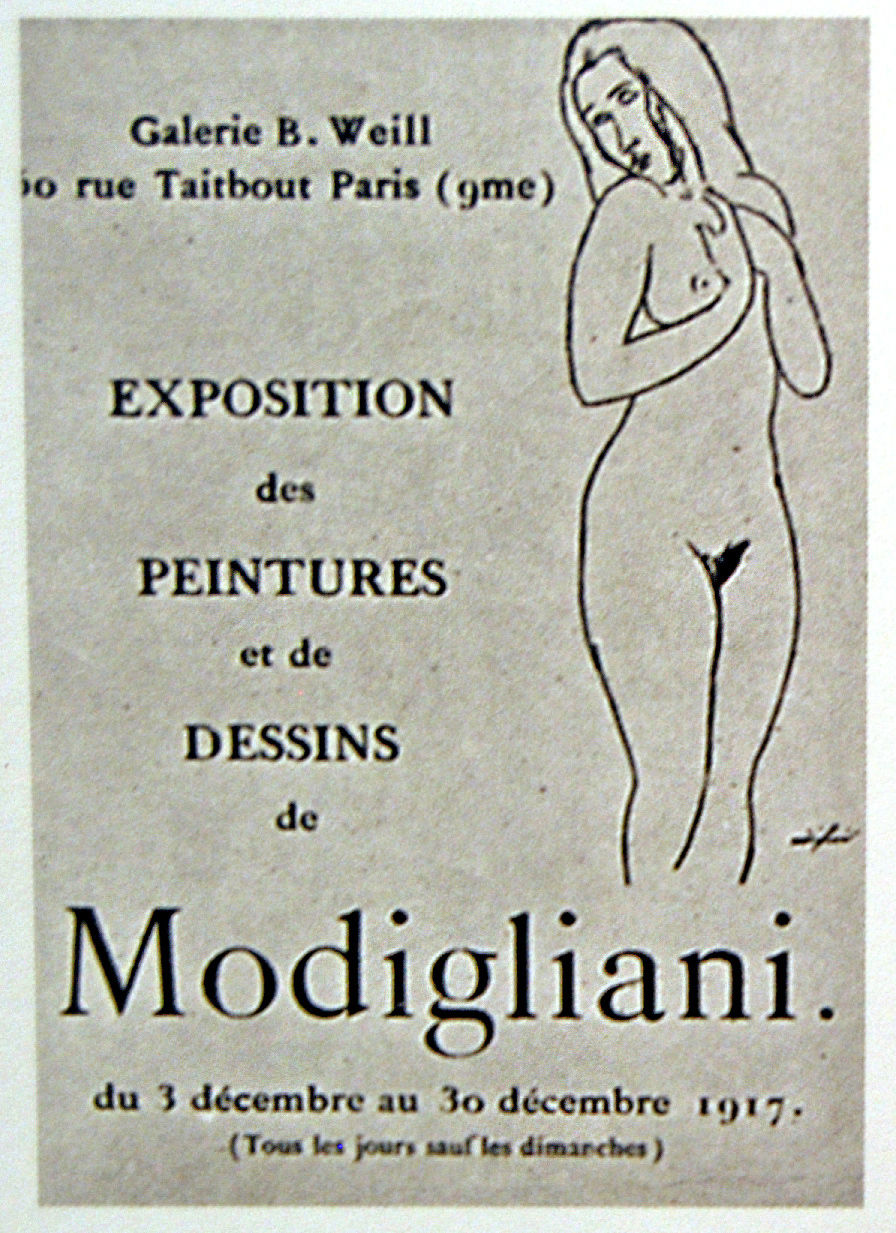
Amedeo Modigliani-Ausstellung, 1917, Berthe Weill

Liegender Frauenakt auf weißem Kissen ist ein 1917 entstandenes Gemälde des italienischen Malers Amedeo Modigliani. Es zählt zur berühmten Nu couché (Liegender Akt) Serie des Künstlers. Seit 1959 befindet sich das Kunstwerk in der Staatsgalerie Stuttgart.

## Geschichte
Zwischen 1916 und 1917 malte Modigliani etwa 30 Aktgemälde, wovon seine Liegenden Akte (Nu couché) die berühmtesten sind. Die Serie wurde von Léopold Zborowski in Auftrag gegeben, welcher sein Freund und Kunsthändler war. Dieser stellte ihm auch eine Wohnung, Malmaterialien und Modelle zur Verfügung. Er bezahlte Modigliani mit fünfzehn bis zwanzig Francs pro Tag.
Die Werke wurden 1917 in seiner einzigen Einzelausstellung in der Galerie Berthe Weill, Paris, gezeigt. Die Ausstellung wurde allerdings bereits an ihrem Eröffnungstag von der Polizei geschlossen. Für die damalige Zeit waren die Bilder als zu freizügig empfunden worden.

## Das Stuttgarter Gemälde
„Seine eleganten Frauenakte, unter denen das Stuttgarter Bild einen bedeutenden Rang einnimmt, haben Modigliani berühmt gemacht. Ein Lieblingsthema der europäischen Malerei wird von ihm mit einer an die Frühitaliener erinnernden Klarheit der Linienführung vorgetragen. Fast ausschnitthaft hebt sich der in geschwungene Konturen gefasste, ebenmäßige Körper von dem satten Rotbraun und Blauschwarz des Grundes ab. Der an den Arm gelehnte Kopf auf dem hellen Kissen ist von maskenhafter Schönheit, nur der dunkle, verhangene Blick wirkt tiefgründig und verführerisch.“